# Reichardia
Reichardia é um género botânico, pertencente à família Asteraceae.

## Espécies
- Reichardia arabica
- Reichardia baetica
- Reichardia crystallina
- Reichardia gaditana
- Reichardia intermedia
- Reichardia ligulata
- Reichardia orientalis
- Reichardia picroides
- Reichardia tingitana